# 霍氏杜鵑蚜
霍氏杜鵑蚜（学名：Neoacyrthosiphon (Pseudoacythosiphon）为常蚜科新光額蚜屬下的一个种。